# Wylerberg
Der Wylerberg oder Teufelsberg (niederländisch Duivelsberg) ist ein Hügel in der Nähe von Nijmegen, der ursprünglich zur deutschen Gemeinde Wyler/Nordrhein-Westfalen gehörte. 1949 wurde der Berg durch die britische Militärverwaltung auf niederländische Initiative unter niederländische Auftragsverwaltung gestellt und 1963 endgültig niederländisches Staatsgebiet.

## Geschichte
Die deutsche Bezeichnung leitet sich vom benachbarten Dorf Wyler ab. Im Mittelalter lag auf dem Berg die Burg Mergelp.
Heute ist der Wylerberg ein ungefähr 125 ha großes Naturschutzgebiet. Dessen Grenze bildet im Osten die deutsch-niederländische Grenze. Im Norden wird das Gebiet begrenzt durch das Dorf Beek und den Provinciale weg 325, hinter der das Wylermeer liegt. Im Süden bildet die Straße von Berg en Dal nach Wyler die Grenze.
Der Wylerberg ist das einzige der nach dem Zweiten Weltkrieg annektierten Gebiete, das bis heute bei den Niederlanden verblieben ist.

## Haus Wylerberg

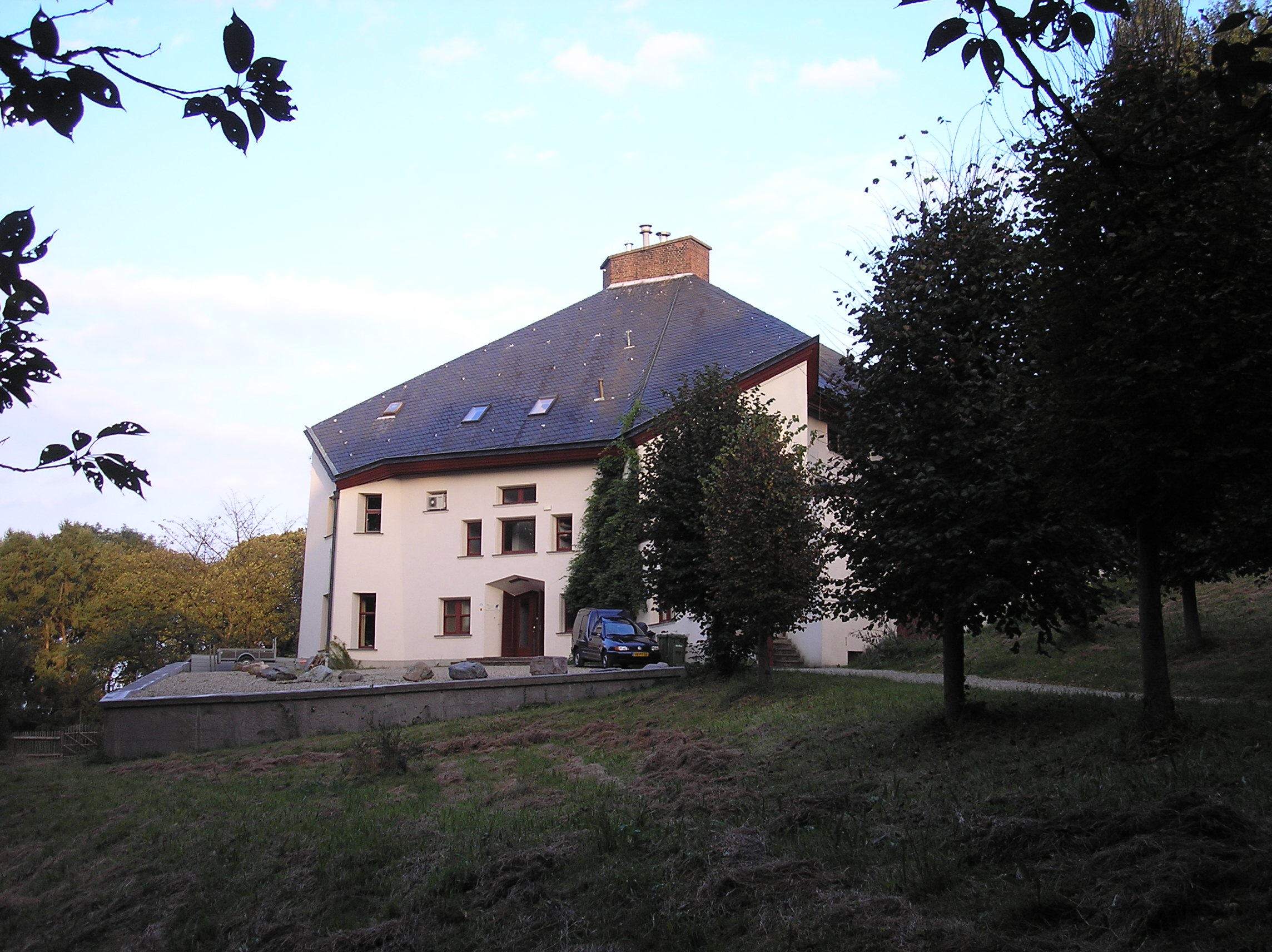
Haus Wylerberg

Der Wylerberg gelangte 1906 durch Erbschaft an Marie Schuster-Hiby, die dort in den Jahren 1921–1924 eine Villa (51° 49′ 24,5″ N, 5° 56′ 12,1″ O) im expressionistischen Stil durch den Architekten Otto Bartning erbauen ließ. Nach dem Zweiten Weltkrieg wohnten dort die Sängerin Alice Schuster und die Pianistin Else C. Kraus, 1965 verkaufte die Familie Schuster-Hiby das Gebäude an den niederländischen Staat. Seit 1985 steht Haus Wylerberg, in dem heute  die Sovon Vogelonderzoek Nederland untergebracht ist, unter Denkmalschutz.

## Notizen
1. ↑  Vertrag zwischen der Bundesrepublik Deutschland und dem Königreich der Niederlande zur Regelung von Grenzfragen und anderen zwischen beiden Ländern bestehenden Problemen. BGBl. 1963, Teil II, S. 458–651, Anlage A